# عقد 500
عقد 500 هو عقد امتد بين 1 يناير 500 و31 ديسمبر 509 بحسب التقويم الميلادي. سبقه عقد 490 ولحقه عقد 510.

## مواليد
- أولمبردس الصغير (505)
- هند بنت عتبة (501)
- ستيفان البيزنطي (501)
- بلاجيوس الأول (505)
- عروة بن الورد (501)
- كسرى الأول (501)
- بيليساريوس (505)
- بهمن جاذويه (501)
- امرؤ القيس (501)
- الإمبراطور كيمي (509)
- يوحنا الأفسسي (507)

## وفيات
- ألاريك الثاني (507)
- برة بنت عبد العزى (501)
- قابوس بن المنذر (501)
- دوروثيوس غزة (505)
- يوأنس الأول (505)
- بزرجمهر (501)
- الإمبراطور بوريتسو (507)
- زو تشونغزي (501)
- النعمان بن الأسود (503)
- نرساي (502)

## كتب
- Yves Denis Papin (1998). Chronologie de l'histoire ancienne. Lieu de publication non identifié: Éditions Jean-paul Gisserot. ISBN:2-87747-346-5. OCLC:40746926. مؤرشف من الأصل في 2022-03-16.
- موسوعة حضارة العالم (2002) لأحمد محمد عوف.

## روابط خارجية
- تصفح سنة بسنة عقد 500 على موقع onthisday.com
- تصفح سنة بسنة عقد 500 ابتداءً من سنة عقد 500 على موقع المكتبة الوطنية الفرنسية